# Carolina Delpiano
Carolina Delpiano (Santiago, 21 de septiembre de 1966) es una diseñadora, artista, comediante y fotógrafa chilena.
Delpiano fue parte del elenco de Gato por liebre y Plan Z, siendo este último considerado uno de los programas humorísticos más importantes en la historia de la televisión chilena.

## Biografía
Nacida en Santiago, Delpiano se tituló de diseño gráfico en el desaparecido Instituto Profesional de Santiago, y posteriormente estudió arte y diseño teatral en la Universidad de Chile, llegando a tercer año de la carrera. Finalmente estudió fotografía.
En 1993 fue nombrada directora de arte del suplemento Zona de Contacto del diario chileno El Mercurio. Dos años más tarde fue parte del equipo fundador de Canal 2 Rock & Pop como coanimadora del programa Gato por liebre, junto a Ángel Carcavilla y Rafael Gumucio.
Tras el final del programa, en 1997 creó Plan Z junto a Carcavilla, Gumucio y los periodistas de Gato por Liebre, Pedro Peirano y Álvaro Díaz, convirtiéndose en un programa de culto en las décadas siguientes.
Tras su retiro de la televisión, fundó una empresa llamada Kó y se dedicó a la fotografía, la artesanía y el diseño. Ha realizado exposiciones de fotografía en Chile y el extranjero. También ha publicado dos libros infantiles bajo el sello Amanuta: Pipí (2020) junto al ilustrador Dani Scharf, y Caca (2021), junto a la ilustradora Sol Undurraga.
En 2008 su muestra Aseo y Ornato en la galería AMS Marlborough Chile fue premiada por el Círculo de Críticos de Arte como la mejor muestra fotográfica de ese año.
En 2022 regresó a la televisión bajo la conducción de Arte Todo, programa transmitido por ARTV.

## Filmografía

### Televisión
| Año       | Programa        | Rol        | Canal              |
| --------- | --------------- | ---------- | ------------------ |
| 1995-1997 | Gato por liebre | Conductora | Canal 2 Rock & Pop |
| 1997-1998 | Plan Z          | Actriz     | Canal 2 Rock & Pop |
| 2001-2002 | El Sillón Verde | Conductora | ARTV               |
| 2004      | Caníbal         | Conductora | Chilevisión        |
| 2022      | Arte Todo       | Conductora | ARTV               |

## Obras

### Libros
- 2020: Caca. Editorial Amanuta[15]
- 2021: Pipí. Editorial Amanuta[16]